# Ernest Roguet
Pour les articles homonymes, voir Roguet.
Ernest-François-Charles, baron Roguet (14 mai 1830 à Paris - 1er avril 1859 à Paris), est un homme politique français.

## Biographie
Fils du comte Christophe Michel Roguet, il dut à la situation de sa famille et à son nom d'être élu, le 22 juin 1857, député au Corps législatif dans la 4e circonscription de la Gironde, par 21,042 voix sur 21,797 votants. Il siégea dans la majorité dynastique, mourut en avril 1859, et fut remplacé, le 1er mai suivant, par Jérôme David.

### Sources
- « Ernest Roguet », dans Adolphe Robert et Gaston Cougny, Dictionnaire des parlementaires français, Edgar Bourloton, 1889-1891 [détail de l’édition]